# Meaghan Martin
Meaghan Jette Hannah Martin (Fallon, 1992. február 17. –) amerikai színésznő, énekesnő.
Legismertebb alakítása Tess Tyler a Rocktábor és Rocktábor 2. – A záróbuli című filmekben. A Kínos című televíziós sorozatban is szerepelt.

## Élete

### Ifjúkora
A Nevada állambeli Fallonban született, három testvére van. Öt évesen kezdett modellkedni. Számos színházi darabban játszott, többek között a Pán Péter és a 13 című musicalekben. Televíziós reklámokban is szerepelt, például a Cabbage Patch Kids és Barbie reklámjaiban.

### Pályafutása
2007-ben kezdte az színészetet, a Nickelodeon Just Jordan és a CBS Magánügyek című sorozataiban. Vendégszerepelt a Disney Channelen futó Zack és Cody életében is. Tess Tylerként főszereplő volt a Disney Channel Rocktábor című filmjében, Demi Lovato és a Jonas Brothers mellett. 2008-ban beválogatták a „13 legjobb fiatal sztár” közé. Ő volt a 2008-as Disney Channel Games házigazdája.
A Kingdom Hearts videójáték-sorozatban Brittany Snow után ő szólaltatta meg Naminé karakterét. Szerepelt az ABC Family 10 dolog, amit utálok benned című sorozatban, mint Bianca. Kennedy szerepét játszotta a Dear Lemon Lima című független filmben. A Rocktábor 2. – A záróbuli című filmben ismét Tess Tylerként volt látható.
2013-ban megjelent a Geography Club filmadaptációban, mint Trish. Londonban járt egyetemre. 2016 szeptemberében a Londoni Zenei és Drámai Művészeti Akadémián diplomázott.

### Magánélete
2016 májusában jegyezte el Oli Higginson brit színész. 2016. szeptember 24-én házasodtak össze Londonban.

## Filmográfia

### Film
| Év   | Magyar cím         | Eredeti cím                | Szerep        | Megjegyzések                      |
| ---- | ------------------ | -------------------------- | ------------- | --------------------------------- |
| 2009 | Kedves Lemon Lima! | Dear Lemon Lima            | Megan Kennedy |                                   |
| 2010 |                    | Privileged                 | Vera          |                                   |
| 2011 | Bajos csajok 2.    | Mean Girls 2               | Jo Mitchell   | magyar hangja: Bogdányi Titanilla |
| 2011 |                    | Sironia                    | Aubrey        |                                   |
| 2013 | Földrajz szakkör   | Geography Club             | Trish         |                                   |
| 2014 |                    | Time Does Not Pass         | lány          | rövidfilm                         |
| 2014 |                    | Senior Project             | Natalia Bell  |                                   |
| 2015 | Jelzőfény          | Safelight                  | Sharon        |                                   |
| 2019 |                    | Wives of the Landed Gentry | Lavinia       | rövidfilm (filmproducer)          |
| 2020 |                    | Unstable Bitches           | Grace         | rövidfilm                         |
| 2020 |                    | Bad News                   | Gina          |                                   |
| 2022 |                    | Before Seven               | Sage          | rövidfilm                         |

### Televízió

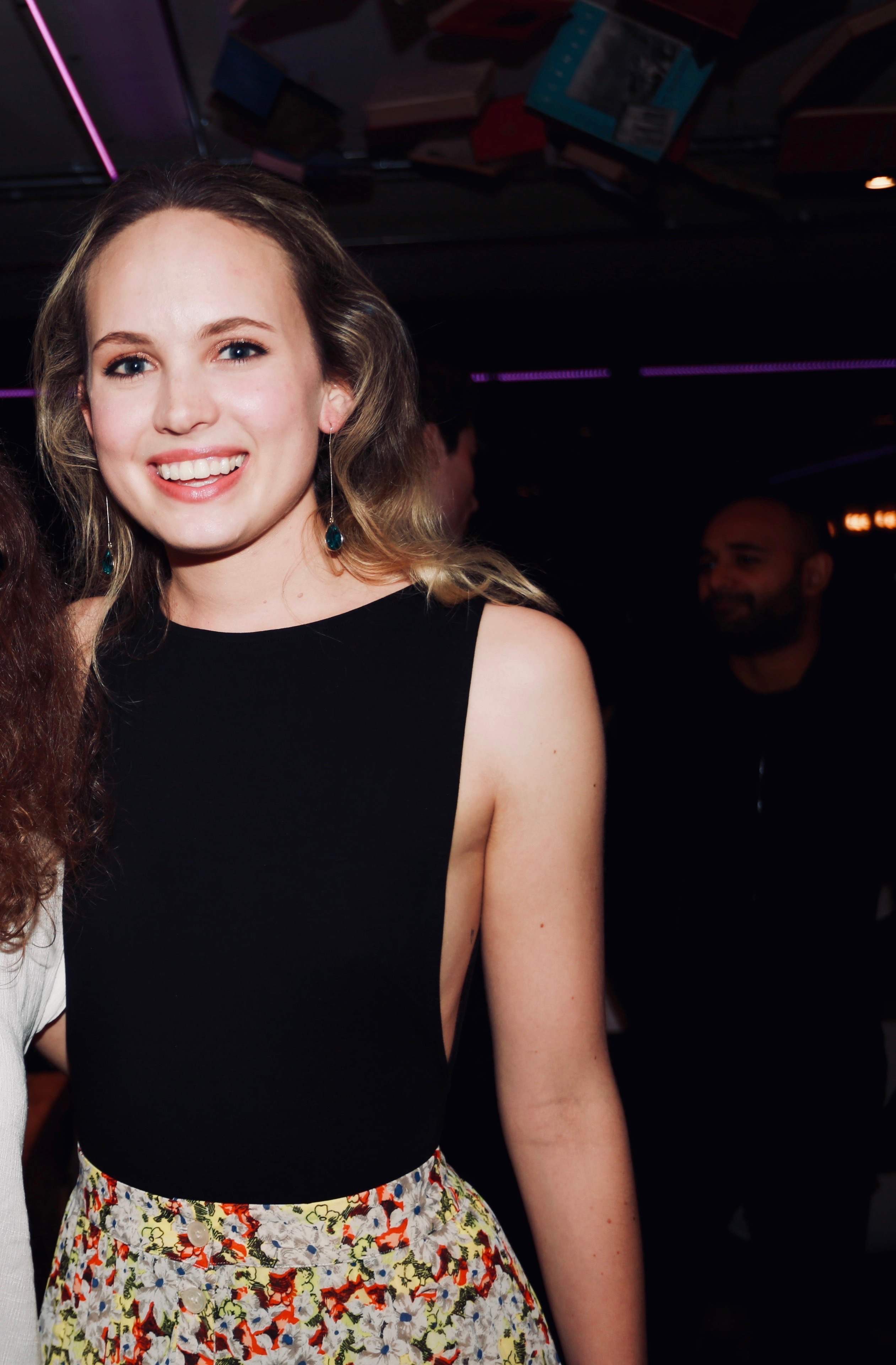
2019-ben

| Év        | Magyar cím                   | Eredeti cím                                            | Szerep               | Megjegyzések                                         |
| --------- | ---------------------------- | ------------------------------------------------------ | -------------------- | ---------------------------------------------------- |
| 2007      |                              | Just Jordan                                            | Ashley               | 1 epizód                                             |
| 2007      | Magánügyek                   | Close to Home                                          | Candy                | 1 epizód                                             |
| 2007      | Zack és Cody élete           | The Suite Life of Zack & Cody                          | Stacey               | 1 epizód                                             |
| 2008      |                              | Holly and Hal Moose: Our Uplifting Christmas Adventure | Easton (hangja)      | tévéfilm                                             |
| 2008      | Rocktábor                    | Camp Rock                                              | Tess Tyler           | - tévéfilm - magyar hangja: - Kardos Eszter          |
| 2008      |                              | Jonas Brothers: Living the Dream                       | önmaga               | 1 epizód                                             |
| 2008      |                              | Disney Channel's 3 Minute Game Show                    | önmaga / műsorvezető | 6 epizód                                             |
| 2008      |                              | Disney Channel Games                                   | önmaga / műsorvezető | 5 epizód                                             |
| 2008      | Doktor House                 | House                                                  | Sarah                | 1 epizód                                             |
| 2009–2010 | 10 dolog, amit utálok benned | 10 Things I Hate About You                             | Bianca Stratford     | főszereplő                                           |
| 2010      | Rocktábor 2. – A záróbuli    | Camp Rock 2: The Final Jam                             | Tess Tyler           | - tévéfilm - magyar hangja:[forrás?] - Kardos Eszter |
| 2011      |                              | Dr. Phil                                               | önmaga               | 1 epizód                                             |
| 2011      | Wendy – Higgy az álmokban!   | Wendy                                                  | Wendy                | 10 epizód                                            |
| 2011–2015 | Kínos                        | Awkward                                                | Julie                | 12 epizód                                            |
| 2012      |                              | Wedding Band                                           | Jenna                | 1 epizód                                             |
| 2013      |                              | The Coppertop Flop Show                                | önmaga               | 2 epizód                                             |
| 2013      |                              | The Good Mother                                        | Melanie              | tévéfilm                                             |
| 2014      | Melissa & Joey               | Melissa & Joey                                         | Jordan               | 2 epizód                                             |
| 2015      | Jessie                       | Jessie                                                 | Delphina / Kim       | 1 epizód                                             |